# Eric Erlandson

Eric Theodore Erlandson (nascido em 9 de janeiro de 1963, Los Angeles, Califórnia) é um músico, guitarrista, compositor, produtor e escritor norte-americano, mais conhecido por ser membro fundador e guitarrista principal da banda de rock alternativo Hole (1989–2002) .

## Início de vida e educação
Eric nasceu em Hollywood e foi criado em San Pedro, Los Angeles. É o filho mais novo de sete irmãos, em uma família católica de ascendência sueca, alemã e irlandesa [¹]. Cursou Economia com especialização em marketing na Loyola Marymount University, onde seu pai, Theodore Erlandson, foi decano [¹]. Antes de dedicar-se integralmente à música, trabalhou como contador na Capitol Records, gerenciando royalties de artistas como Paul McCartney e Tina Turner [¹].

## Carreira musical:
Hole (1989–2002)
Em 1989, Eric atendeu a um anúncio de Courtney Love no jornal The Recycler, buscando uma guitarrista com influências em Big Black, Sonic Youth e Fleetwood Mac [¹]. Juntos formaram a banda Hole, que lançou seu primeiro álbum, Pretty on the Inside (1991), com aclamação crítica no circuito underground [¹].
Em 1994, a banda lançou Live Through This, sucesso comercial e de crítica, com singles como “Doll Parts” e “Violet”. O disco foi listado entre os 100 melhores da década pela revista Time [¹].
O terceiro álbum, Celebrity Skin (1998), incorporou elementos de power pop e atingiu o Top 10 da Billboard 200. O single-título alcançou o primeiro lugar nas paradas de rock moderno [¹]. A banda se dissolveu oficialmente em 2002 [¹].

## Projetos paralelos (2003–presente)
Após o fim do Hole, Erlandson colaborou com Melissa Auf der Maur em seu álbum solo Auf der Maur (2004) e integrou a banda White Flag. Em 2007, cofundou o projeto experimental RRIICCEE com Vincent Gallo e outros músicos, com turnês pelos EUA e Canadá [¹].
Em 2012, publicou o livro Letters to Kurt, uma coleção de poemas e ensaios dedicados a Kurt Cobain. O LMU Magazine descreveu o livro como “uma meditação pessoal sobre ídolos do suicídio” [²].

## Vida pessoal
Eric pratica o budismo Nichiren Shōshū desde 1992 [¹]. Nos anos 1990, teve relacionamentos com Kristen Pfaff (falecida em 1994), Courtney Love e Drew Barrymore [¹]. Foi amigo íntimo de Kurt Cobain, tema central de seu livro [²].

## Legado
Erlandson é considerado um dos arquitetos sonoros do rock alternativo dos anos 1990, com uma abordagem distinta na guitarra que ajudou a definir o som da banda Hole, especialmente em Live Through This e Celebrity Skin  [¹]. Além de músico, é autor e poeta, explorando as complexidades da cultura alternativa da época.
---

## Citações
“The first show was a mess, the second show was even a bigger mess, but the third time we played it all came together.”